# Somerset (Nueva York)
Somerset es un pueblo ubicado en el condado de  Niágara en el estado estadounidense de Nueva York. En el año 2000 tenía una población de 2,865 habitantes y una densidad poblacional de 30 personas por km².

## Geografía
Somerset se encuentra ubicado en las coordenadas 43°20′12″N 78°32′46″O / 43.33667, -78.54611.

## Demografía
Según la Oficina del Censo en 2000 los ingresos medios por hogar en la localidad eran de $44,216, y los ingresos medios por familia eran $49,583. Los hombres tenían unos ingresos medios de $39,583 frente a los $20,508 para las mujeres. La renta per cápita para la localidad era de $18,049. Alrededor del 10.1% de la población estaban por debajo del umbral de pobreza.